# Hans Latscha
Hans Latscha (* 10. März 1881 in Essen; † 11. Mai 1967 in Frankfurt am Main) war ein deutscher Rugbyspieler.

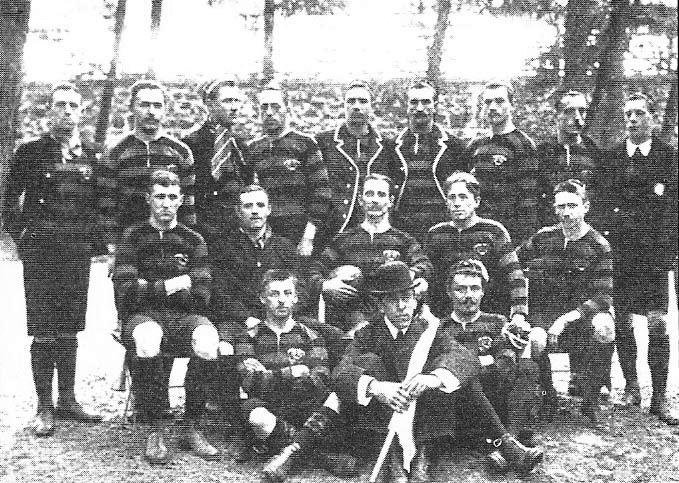
Das deutsche Team bei den Olympischen Spielen 1900
v. l. n. r. oben: Beiler (Ersatz), Poppe, R. Ludwig, Hofmeister, Latscha, Müller, Wenderoth, Stockhausen, Kreuzer
mitte: E. Ludwig, Reitz, Amrhein, Landvoigt, Herrmann
unten: Betting, unbekannt, Schmierer

Der Stürmer wirkte beim Fußballclub Frankfurt mit. Dieser Verein stellte bei den Olympischen Spielen 1900 in Paris eine um zwei Stuttgarter erweiterte Rugbymannschaft, die am 14. Oktober 1900 ein Spiel gegen die französische Auswahl bestritt und mit 27:17 verlor. Weil der Wettbewerb durch das IOC offiziell dem Programm der Olympischen Sommerspiele 1900 zugerechnet wurde, werden die Mitglieder der Rugbymannschaft als Olympiazweite geführt.  
Hans Latscha war ein Sohn des Kaufmanns Jakob Latscha. Nach dessen Tod 1912 übernahm er den Vorsitz in der Lebensmittelgeschäfts-Gesellschaft J. Latscha. Hans Latscha erweiterte diese 1925 um 40 Filialen einer Wiesbadener Ladenkette. Zeitweilig betrieb die Firma 175 Geschäfte im Rhein-Main-Gebiet. Hans Latscha war nach dem Zweiten Weltkrieg Vorsitzender und später Ehrenvorsitzender der Arbeitsgemeinschaft der Lebensmittel-Filialbetriebe e.V.